# オスタシコフ

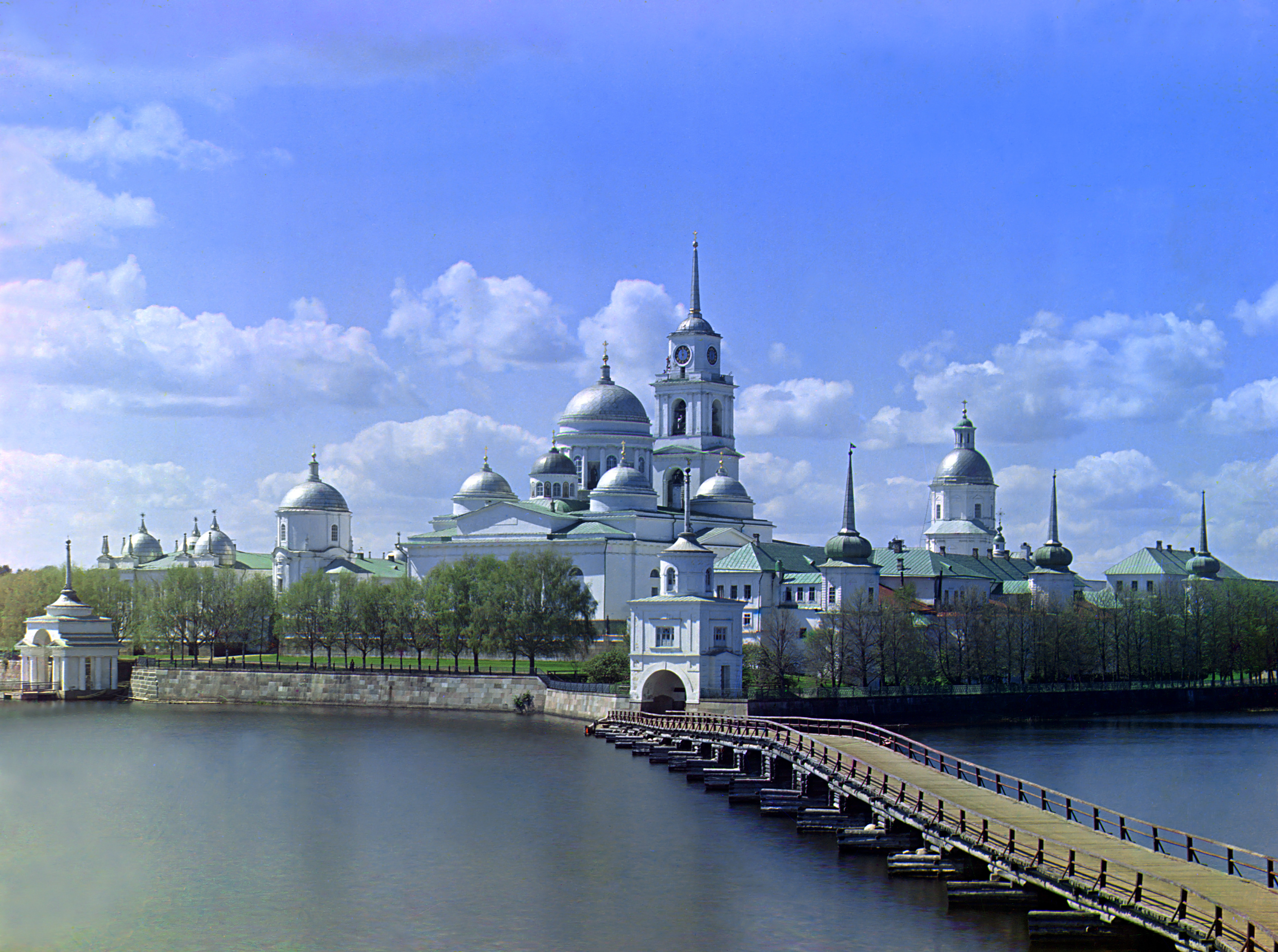
1910年代にセルゲイ・プロクジン＝ゴルスキーが撮影したセリゲル湖の島にあるニーロフ修道院。現在の風景との比較

オスタシコフ（ロシア語:Оста́шков；Ostashkov）は、ロシアのトヴェリ州にある町。人口は1万6674人（2021年）。州都トヴェリの西200kmに位置する。ヨーロッパ有数の澄んだ湖・セリゲル湖の南岸の半島上に位置する。
セリゲル湖上の島クリチェン（Klichen）は、リトアニア大公アルギルダスがコンスタンディヌーポリ総主教庁に1371年に送った書簡の中ではじめて言及されており、当時はモスクワ大公国との国境であったとみられる。その数年後、ロシア各地を荒らしまわったノヴゴロドの河船賊ウシクイニキ（ウシクイ、ушкуйники）がクリチェン島を襲撃し、生き残った住民のうちの二人の漁師（オスタシコとティモフェイ）が本土側に移り村を再建したとされる。これらの村は二人の名をとりオスタシコヴォとティモフェーヴォと名づけられた。前者はモスクワ総主教に属していたが後者はヴォロコラムスクのヨシフ・ヴォロコラムスキー修道院に属した。1770年、二つの村は合併しオスタシコフの町になった。1772年にはオスタシコフスコゴ・ノヴゴロド州の中心都市とされたが、1776年以来トヴェリ州の一部となっている。
オスタシコフはロシアでも最もすばらしい田舎町のひとつに挙げられる。メインストリートは1772年に建築家イワン・スタロフ（Ива́н Его́рович Ста́ров）が立てた都市計画に基づいて新古典様式の建物が並ぶ。町の目印となる建物は昇天教会（1689年）、至聖三者聖堂（1697年）、奇跡の修道院（1673年、1730年代、1880年代）、18世紀半ばのZhitnyi修道院などがある。また1587年に木造の要塞が建てられた跡地には、1787年に住民が記念柱を立てている。美しい湖と雰囲気の良い建築物群との組み合わせにより、オスタシコフはロシア北西部随一のリゾートになっている。
有名なニーロフ修道院はオスタシコフの北方10kmのセリゲル湖に浮かぶストルブニイ島にある。スターリン政権下では内務人民委員部（NKVD）のオスタシコフ特別収容所があり、ここに収容されていたポーランド人警官や戦争捕虜6,300人はトヴェリへ移送され処刑された。同じ時期にコゼリスクに収容されていたポーランド人4,300人はスモレンスク付近で処刑されている（カティンの森事件）。